# محرك رولز رويس بيرجرين
محرك رولز-رويس بيرجرين (Rolls-Royce Peregrine)، هو محرك طائرات بـ 12 أسطوانة مبرد بالسائل، وبسعة 21 لترًا (1,300 بوصة مكعبة)، وقدرة تبلغ 885 حصانًا (660 كيلوواط). صُمّم وصُنِع بواسطة شركة رولز-رويس البريطانية في أواخر ثلاثينيات القرن العشرين.
يُعد بيرجرين النسخة النهائية الأحدث من محرك كستريل التابع للشركة، والذي استُخدم على نطاق واسع في الطائرات العسكرية في فترة ما قبل الحرب. لكن نظرًا لتركيز رولز-رويس على تطوير وإنتاج محرك ميرلين خلال الحرب العالمية الثانية، فقد اقتصر استخدام محرك بيرجرين على عدد محدود جدًا، وتوقفت عملية إنتاجه بعد تصنيع 301 وحدة فقط.

## المواصفات الفنية

### الخصائص العامة
- النوع: محرك طائرات مكبسي، 12 أسطوانة على شكل V بزاوية 60°، مبرد بالسائل، ومزود بشاحن فائق (سوبرتشارجر)
- قطر الأسطوانة (Bore): 5 إنش (127 مم)
- الشوط (Stroke): 5.5 إنش (139.7 مم)
- السعة الكلية: 1,296 بوصة مكعبة (21.2 لتر)
- الطول: 73.6 إنش (1,869 مم)
- العرض: 27.1 إنش (688 مم)
- الارتفاع: 41.0 إنش (1,041 مم)
- الوزن الجاف: 1,140 رطل (517 كجم)

### المكوّنات
- آلية الصمامات: عمود كامات علوي (Overhead camshaft)
- الشاحن الفائق: طراز طرد مركزي (centrifugal)، مدفوع بالتروس، سرعة واحدة، بضغط +9 psi
- نظام الوقود: كربوريتر من نوع Downdraught
- نوع الوقود: بنزين أوكتان 87
- نظام التبريد: تبريد سائل بنسبة 70٪ ماء / 30٪ إيثيلين غلايكول

### الأداء
- قدرة الإقلاع: 765 حصان (570 كيلوواط) عند 3,000 دورة/دقيقة على مستوى سطح البحر
- أقصى قدرة قتالية: 960 حصان (720 كيلوواط) عند 3,000 دورة/دقيقة على ارتفاع 12,000 قدم (3,700 متر)
- أقصى قدرة تشغيل مستمر: 860 حصان (640 كيلوواط) عند 2,850 دورة/دقيقة على ارتفاع 13,500 قدم (4,100 متر)
- قدرة التحليق القصوى: 730 حصان (540 كيلوواط) عند 2,600 دورة/دقيقة على ارتفاع 13,500 قدم (4,100 متر)
- القدرة النوعية: 0.68 حصان/بوصة³ (31.1 كيلوواط/لتر)
- نسبة الانضغاط: 6:1
- نسبة القدرة إلى الوزن: 0.77 حصان/رطل (1.28 كيلوواط/كجم)